# Copa del Món de curses de muntanya de 2009
La temporada 2009 de la Copa del Món de curses de muntanya (en anglès: Skyrunner World Series 2009) es disputà entre el 18 d'abril i el 25 d'octubre de 2009.

## Calendari
La Copa del Món 2009 constà de set proves (World Series Races), així com de vuit curses d'assaig (Trials Races).

### Curses de Sèrie
- Irazú SkyRace (18 d'abril) 34 km. i ? m de desnivell positiu a Costa Rica
- 8a Zegama-Aizkorri Mendi Maratoia (24 de maig) 42 km. i 2600 m de desnivell positiu al País Basc
- 5a Andorra Vallnord SkyRace (28 de juny) 35 km. i 2558 m de desnivell positiu a Andorra
- 17a Giir di Mont SkyMarathon (26 de juliol) 32 km. i 2400 m de desnivell positiu a Itàlia
- 54a Pikes Peak Marathon (16 d'agost) 42 km. i ? m de desnivell positiu als Estats Units d'Amèrica
- 58a Ben Nevis Race (5 de setembre) 14 km. i 1300 m de desnivell positiu a Escòcia
- 23a Mount Kinabalu Climbathon (24 d'octubre) 21 km. i 2250 m de desnivell positiu a Malàisia

### Curses d'Assaig
- 13a SkyRace Mexiquense (8 de març) 26 km. a Mèxic
- 3r Circuito dos 3 Cântaros SkyRace (31 de maig) 21 km. i 1300 m de desnivell positiu a Portugal
- 8a SkyRace Int. Valposchiavo-Valmalenco (7 de juny) 31 km. i 1850 m de desnivell positiu a Suïssa
- 8a Monterosa SkyRace (12 de juliol) 34 km. i 2400 m de desnivell positiu a Itàlia
- 2a Chaberton Marathon (2 d'agost) 42,5 km i 3131 m de desnivell positiu a França
- Ávila SkyRace (9 d'agost) 27 km. i ? m de desnivell positiu a Veneçuela
- Mt. Ontake SkyRace (30 d'agost) 35 km. i 2140 m de desnivell positiu al Japó
- 5a Puyada a Oturia (27 de setembre) 38 km. i 2200 m de desnivell positiu a Espanya

## Puntuació[1]
El repartiment de punts seguí la seqüència següent: 100-88-78-72-68-66-64-62-60-58-56-54-52-50...2, des del 1r fins al 40è a les curses de la sèrie, i des del 1r al 25è a les curses d'assaig.
Per a aspirar a la classificació final individual computaren els tres millor resultats de les curses de la sèrie mundial, juntament amb el millor resultat assolit en una cursa d'assaig. D'altra banda, per a guanyar el campionat per equips només puntuaren els tres millors resultats masculins i el millor femení de les set proves de la sèrie.
Els quinze primers corredors, així com les vuit primeres corredores, que van acabar la darrera cursa de la sèrie mundial (Mt. Kinabalu Climbathon) i que acreditaren haver fet, amb anterioritat, dues curses de la sèrie i una d'assaig, doblaren els punts obtinguts en aquest última prova.

## Resultats

### Corredor absolut[1]
| Pos. | Corredor        | Equip                          | Ira. | Zeg. | Val. | Gii. | Pik. | Nev. | Kin. | Cursa d'assaig    | Total punts |
| ---- | --------------- | ------------------------------ | ---- | ---- | ---- | ---- | ---- | ---- | ---- | ----------------- | ----------- |
| 1r   | Kílian Jornet   | Salomon Santiveri Outdoor Team | -    | -    | 100  | 100  | -    | -    | 200  | 68 (Valposchiavo) | 468         |
| 2n   | Tòfol Castanyer | Selecció catalana              | -    | -    | -    | 68   | -    | 78   | 144  | 100 (Oturia)      | 390         |
| 3r   | Ricky Lightfoot | Saab Salomon Outdoor Team      | -    | 100  | -    | -    | -    | 72   | 116  | 78 (Chaberton)    | 366         |
| 4t   | Fulvio Dapit    | Independent                    | 68   | 62   | -    | 72   | -    | -    | 124  | 100 (Monterosa)   | 364         |
| 5è   | Paolo Larger    | Valetudo Skyrunning Italia     | 78   | 88   | 64   | 64   | -    | -    | 108  | 88 (Chaberton)    | 362         |

### Corredora absoluta[1]
| Pos. | Corredora         | Equip                          | Ira. | Zeg. | Val. | Gii. | Pik. | Nev. | Kin. | Cursa d'assaig  | Total punts |
| ---- | ----------------- | ------------------------------ | ---- | ---- | ---- | ---- | ---- | ---- | ---- | --------------- | ----------- |
| 1a   | Emanuela Brizio   | Valetudo Skyrunning Italia     | 100  | 100  | 100  | 88   | -    | 78   | 200  | 100 (Monterosa) | 500         |
| 2a   | Mireia Miró       | Selecció catalana              | -    | -    | 64   | 78   | -    | 100  | 176  | 88 (Monterosa)  | 442         |
| 3a   | Stéphanie Jiménez | Salomon Santiveri Outdoor Team | 88   | 78   | 88   | -    | 100  | 68   | 156  | 88 (Oturia)     | 432         |
| 4a   | Alizia Olazabal   | Selecció basca                 | -    | 72   | -    | 68   | -    | 66   | -    | 78 (Oturia)     | 284         |
| 5a   | Laia Andreu Trias | Selecció catalana              | -    | 66   | 72   | -    | -    | 62   | -    | 66 (Oturia)     | 266         |

### Equip campió[1]
| Pos. | Equip                          | Ira. | Zeg. | Val. | Gii. | Pik. | Nev. | Kin. | Total punts |
| ---- | ------------------------------ | ---- | ---- | ---- | ---- | ---- | ---- | ---- | ----------- |
| 1r   | Selecció catalana              | -    | 134  | 254  | 290  | -    | 246  | 540  | 1464        |
| 2n   | Salomon Santiveri Outdoor Team | 88   | 146  | 300  | 250  | -    | 132  | 484  | 1400        |
| 3r   | Valetudo Skyrunning Italia     | 178  | 188  | 164  | 264  | 18   | 78   | 356  | 1246        |
| 4t   | Saab Salomon Outdoor Team      | -    | 164  | 206  | 46   | 62   | 260  | 230  | 968         |
| 5è   | Selecció basca                 | -    | 262  | 184  | 154  | -    | 184  | -    | 784         |